# فرانك غورينك
فرانك غورينك (بالإنجليزية: Frank Gorenc)‏ (ولد في 14 أكتوبر 1957 في ليوبليانا، سلوفينيا) فريق أول من أربع نجوم متقاعد من القوات الجوية الأمريكية كان يشغل منصب قائد القوات الجوية الأمريكية في أوروبا وقائد القوات الجوية الأمريكية في أفريقيا وقائد قيادة الحلفاء الجوية ومدير المركز المشترك للكفاءة في مجال الطاقة الجوية. شغل سابقا منصب مساعد نائب رئيس الأركان ومدير الأركان الجوية لوزارة خارجية الولايات المتحدة للقوات الجوية في البنتاغون. الفريق الأول حلق في أكثر من 4100 ساعة طيران في طائرات من طراز نورثروب تي-38 تالون وإف-15 إيغل وإم كيو-1 بريداتور وبيل يو إتش-1إن توين هيوي وسي21. تولى مهمته النهائية في 2 أغسطس 2013.
شارك في حرب الخليج الثانية. كان قائد الجناح الجوي 332 في قاعدة بلاد الجوية بالعراق.